# Hiaat (taalkunde)
De term hiaat duidt in de taalkunde op het ene deel van de zin, dat té snel overgaat in het andere deel van de zin. Enkele voorbeelden van een hiaat zijn:

## Voorbeeld 1
Aan de fiets hangt een bord dat deze te koop is.

 Aan de fiets hangt een bord, waarop staat dat deze te koop is.

## Voorbeeld 2
Mijn huis is groter dan van m'n neef.

 Mijn huis is groter dan het huis van mijn neef.